# كيزيلوردا
كيزيلوردا (بالكازاخية: Қызылорда) هي مدينة كازاخية وعاصمة أوبليس كيزيلوردا.ويمر عبرها نهر سيحون.

## السكان
بلغ عدد سكان كيزيلوردا 200900 نسمة سنة 2012.

### المجموعات العرقية
الغالبية العظمى من السكان من الكازاخ (90٪)، وباقي سكان يتألفون من الروس (5٪) والكوريين (3٪)

### التغيرات الديموغرافية
منذ عام 1989، كان عدد السكان على النحو التالي:
| السنة  | سكان 1989 · | سكان 1999 | سكان 2009 | سكان 2012 |
| ------ | ----------- | --------- | --------- | --------- |
| السكان | 150425      | 157364    | 188682    | 201719    |

## توأمة
لكيزيلوردا اتفاقيات توأمة مع كل من:
- بورصة
- أرفادا

## صور

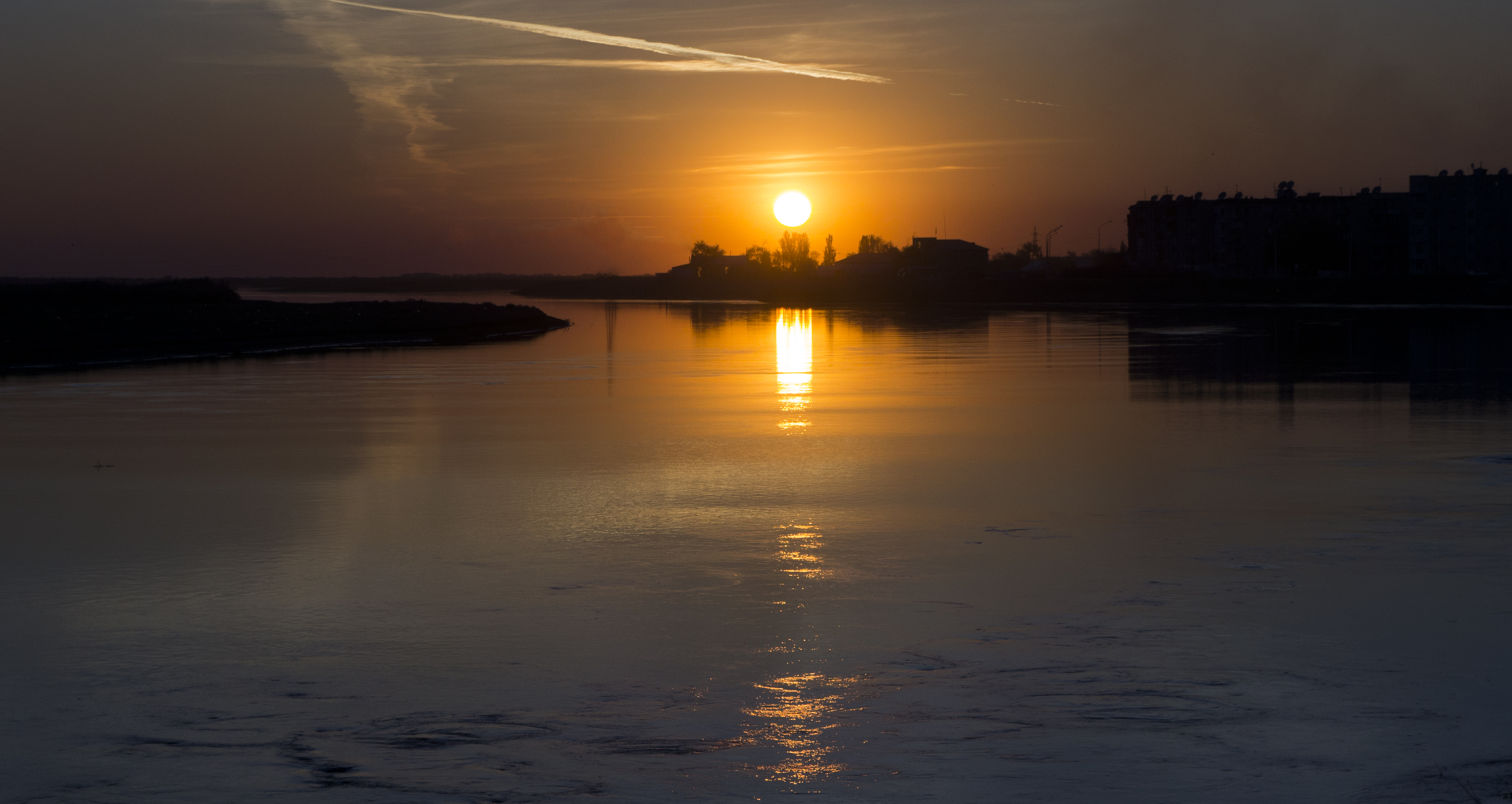
نهر سيحون
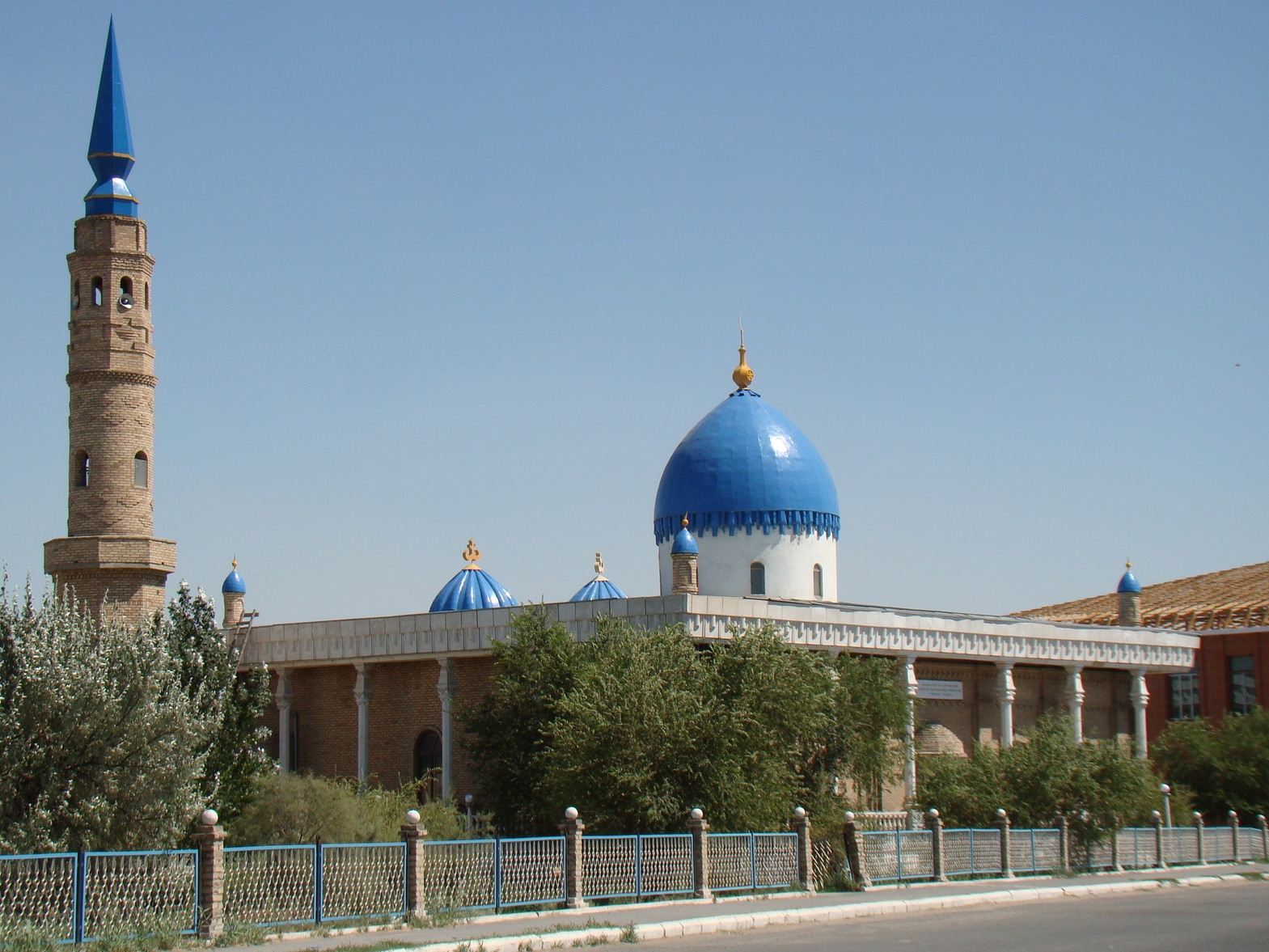
مسجد آيتباي
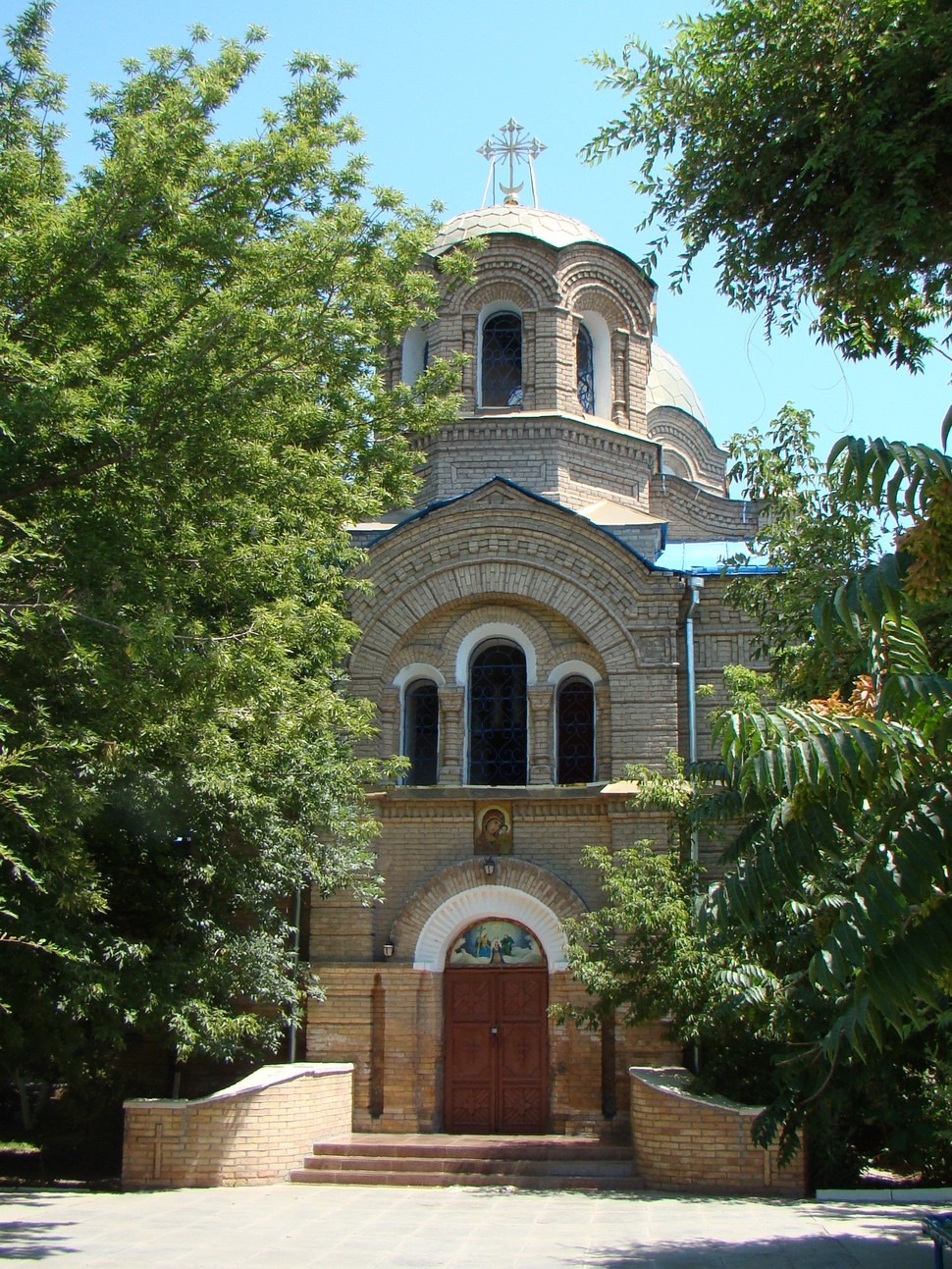
كنيسة
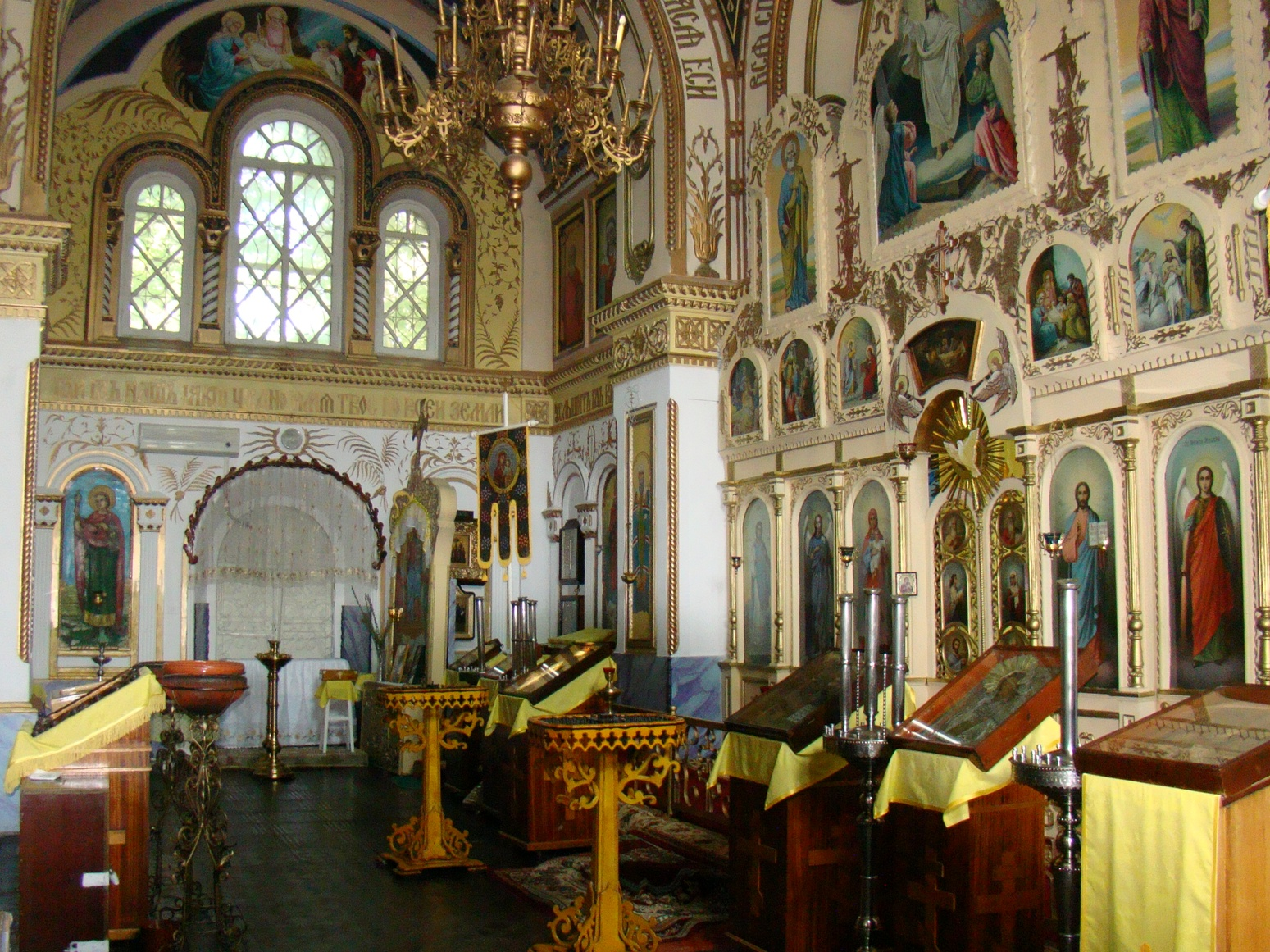
كنيسة

## أعلام
- أسخات تاجيبيرجن
- كريستينا كيم
- كامشيبيك كونكاباييف
- شوكينوف كمالوفيتش
- أندري كاشيتشكين
- أولغا أدجراديجكايا